# 阿尔泰亚麻
阿尔泰亚麻（学名：Linum altaicum）为亚麻科亚麻属下的一个种。其种加词“altaicum”意为“阿尔泰的”。